# Barclays plats

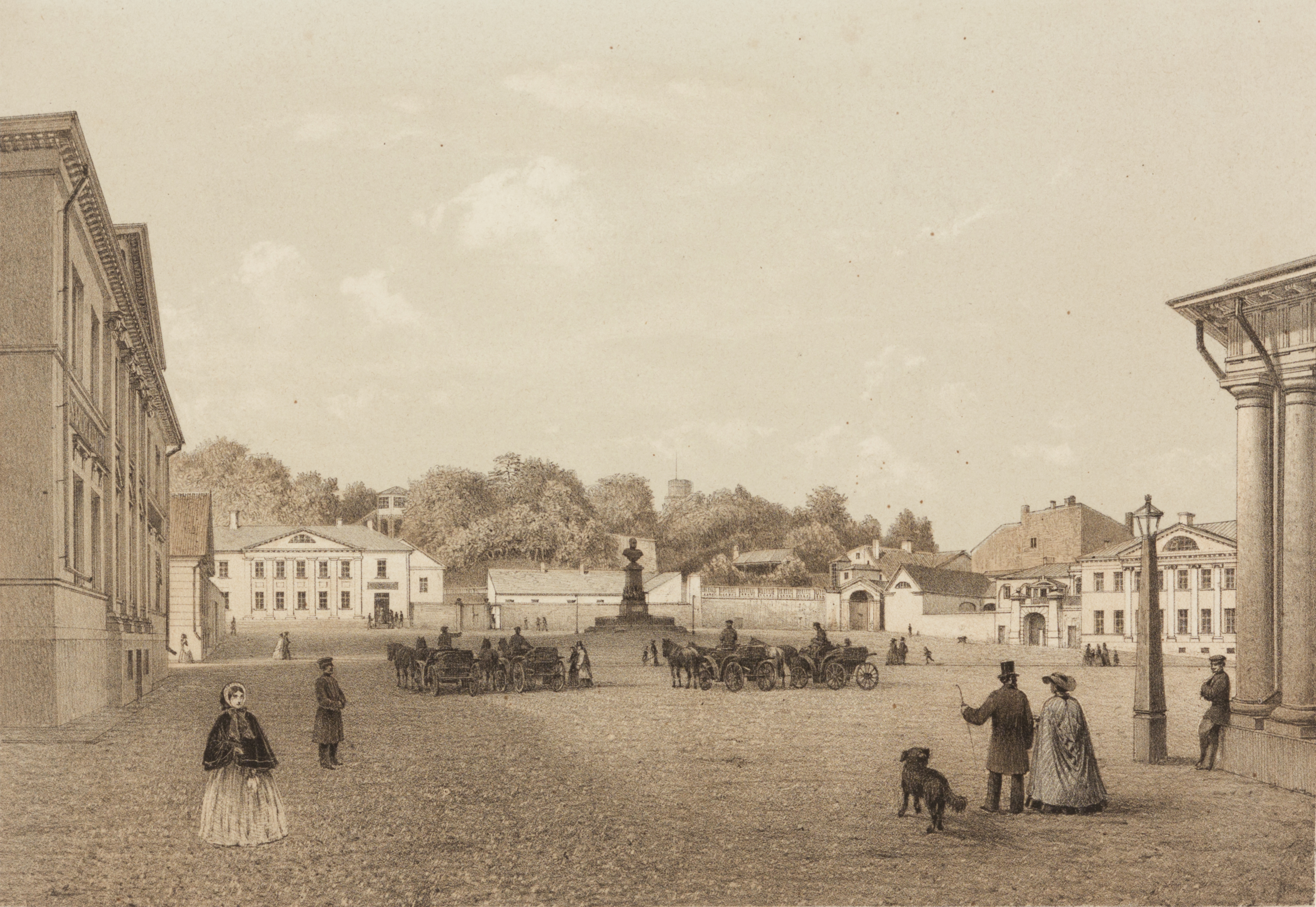
Barclay Square 1860.

Barclays plats är en plats i Tartu i Estland. Den ligger i anslutning till Ülikoolgatan. Den är namngiven efter Michail Barclay de Tolly, och på platsen finns ett monument för att hedra honom.

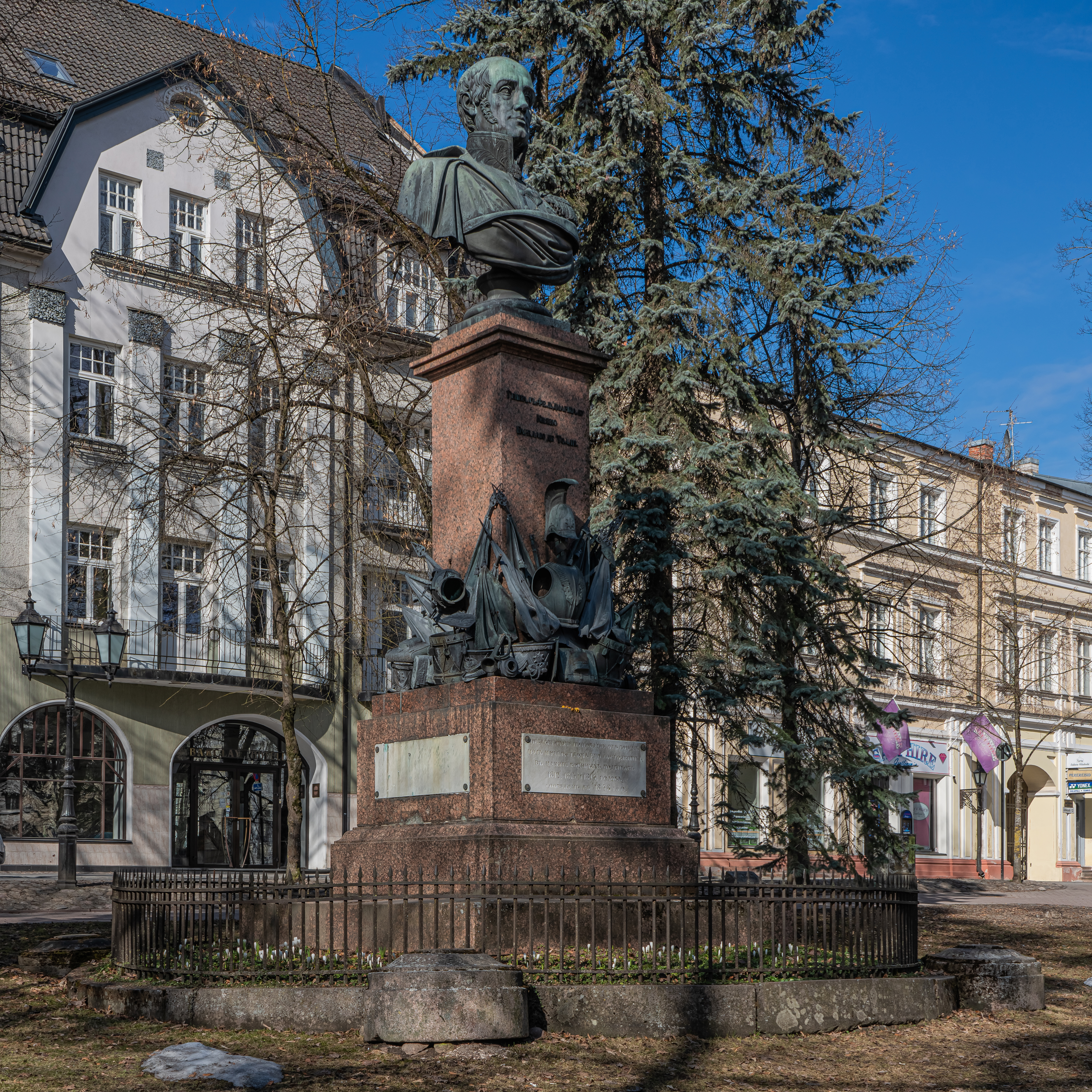
Monument över Barclay de Tolly.